# Буш, Прескотт
Прескотт Шелдон Буш (англ. Prescott Sheldon Bush; 15 мая 1895 — 8 октября 1972) — банкир, сенатор США от штата Коннектикут (1952—1963), отец 41-го президента США Джорджа Буша, дед 43-го президента США Джорджа Уокера Буша.

## Биография
Родился 15 мая 1895 года в семье американского промышленника Сэмюеля Буша и Флоры Буш в Колумбусе, штат Огайо, образование получил в Йельском университете.
В 1918 году студент Йельского университета и член тайного общества «Череп и кости» Прескотт Буш выкопал с двумя другими студентами череп вождя индейского племени апачи Джеронимо на федеральном кладбище Форт Силл в Оклахоме и преподнес его в качестве подарка братству. Утверждается, что в настоящее время череп вождя хранится в специальном месте на территории Йельского университета и используется в различных ритуалах «Костей». Также существуют слухи, что в могильнике «Черепа и костей» имеется и череп Че Гевары.
Военную службу проходил во Франции во время Первой мировой войны в составе Американского Экспедиционного Корпуса. После окончания войны вернулся в США и поступил на работу в продуктовую компанию, затем стал вице-президентом в компании своего тестя.
С 1944 до 1956 год Буш был членом Йельской Корпорации, основанной руководством Йельского университета.
Политическую карьеру начал в штате Коннектикут; будучи типичным республиканцем Новой Англии, Буш проводил консервативную политику. Сегодня многие оценивают его деятельность как умеренно республиканскую. В 1952 году был избран в сенат от Коннектикута, на этом посту проявил себя как активный сторонник президента Дуайта Эйзенхауэра.
Прескотт Буш был одним из семи директоров американского инвестиционного банка Brown Brothers Harriman & Co. Историки дискутируют о связях этого банка с нацистами, отмывавшими свои активы.
Умер 8 октября 1972 года. Похоронен на кладбище Патман в Гринвиче (штат Коннектикут) вместе со своей женой Дороти Уокер Буш.